# Mike Hezemans
Mike Hezemans (Eindhoven, 25 juli 1969) is een professionele Nederlandse autocoureur. Hij is de zoon van Toine Hezemans en een broer van Loris Hezemans beiden eveneens bekende autocoureurs.
Hezemans heeft met name veel gereden in GT auto's in kampioenschappen als de FIA GT en Le Mans Series. Daarnaast heeft hij meegedaan aan bekende races als de 12 uur van Sebring en de 24 uur van Le Mans.
In de FIA GT heeft Hezemans aan 113 races meegedaan in de periode 1997-2008 en heeft daarin 12 races gewonnen. Deze overwinningen behaalde hij met auto's als de Corvette en Chrysler Viper voor zijn eigen team Carsport Holland.
Na in 1989 3e te zijn geworden op het Wereldkampioenschap karten stapte hij in 1990 over naar het DTCC. Vanaf 1991 reed Mike met een Porsche in verschillende klassen als de Porsche Supercup en de ADAC GT Cup. In 1997 stapte Mike over naar de FIA-GT waarin hij uitgroeide tot de meest succesvolle Nederlandse deelnemer.